# Miss Texas USA
Este artículo es sobre el certamen estatal para elegir a la delegada de Texas para competir en Miss USA. Para el certamen estatal de Miss America, véase Miss Texas

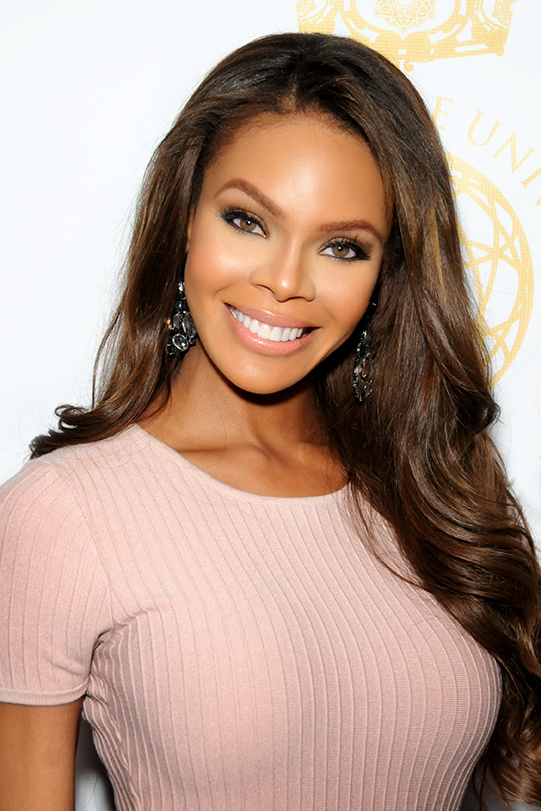
Crystle Stewart, Miss Texas USA y Miss USA 2008

La competencia de Miss Texas USA es un certamen para elegir a la representante del estado de Texas para competir en el certamen de Miss USA. Además la ganadora de Miss USA compite por la corona de Miss Universo.
Texas es el estado más exitoso en competir en Miss USA,ha tenido nueve ganadoras, cuatro más que cualquier otro estado, pero solo una Miss Universo. Texas es conocido en los certámenes de belleza por sus cinco ganadoras consecutivas. Hasta ahora, ningún otro estado ha podido igualarla en ganar al menos dos veces consecutivas, en la cual ganó entre 1985 a 1989. Texas también es el estado que ha tenido más semifinalista (o más) - 45, y es el estado que ha recibido más premios especiales - 9.
El certamen de Miss Texas USA es reconocido por ser uno de los más importantes para el Miss USA; el número de concursante algunas veces excede a más de cien. Para hacerlo más difícil, muchas de las concursantes son ganadoras de certámenes locales, los certámenes más conocidos son hechos en Dallas, Houston y Austin. Otras concursantes son "asignadas" a un título, pero a diferencia de las ganadoras locales, ellas tienen que pagar para poder participar. El certamen de Miss Texas USA es uno de los certámenes estatales en ser televisado (en el estado de Texas naturalmente).
Christy Fichtner, Miss Texas USA, Miss USA y primera finalista de Miss Universo 1986 y Halle Berry primera finalista se convirtió en ganadora como Mejor Actriz de los premios Oscar.

## Ganadoras de Miss Texas Teen USA en Miss Texas USA
Aunque un gran número de Miss Texas Teen USA han ganado el título de Miss Texas USA, sólo cuatro han logrado la corona, cada una después de haber competido en el certamen al menos una vez.
También hubo una rara ocasión cuando todas las ex Miss Texas Teen USA del 1995 al 2000 compitieron para el título de Miss Texas USA 2002. Andria Mullins (1997) quedó en segunda finalista, Christie Lee Woods (1996) quedó como tercera finalista, Mandy Jeffreys (1995) como semifinalista y Nicole O'Brian, Christie Cole y Misty Giles no clasificaron.
Las ex Miss Texas Teen USA que han competido para el Miss Texas USA pero que no ganaron la corona fueron:
- Mandy Jeffreys (1995), sin clasificar en 1998 y 2000, semifinalista en 2002 y 2004, 3.ª finalista en 1999 y 2003 y primera finalista en 2001.
- Christie Lee Woods, (1996), fue la primera ex Miss Teen USA en no ganar el certamen estatal de Miss USA en su primera ocasión. Primero compitió en Miss Texas USA 2002, donde quedó en tercer lugar. Ella quedó como semifinalista en 2003 y otra vez en el 2004, su último año en participar.
- Andria Mullins (1997), sin clasificar en 1999 y 2000, semifinalista en 2001, 2003 y 2004 y segunda finalista en 2002, y después compitió en New York en 2005 (4.ª finalista) y 2007 (1.ª finalista) y California in 2006 (Top 10 en Miss Fotogénica).
- Misty Giles (1999) sin clasificar en 2001, 2002 y 2003.
- Christie Cole (1998) no clasificó en 2002.
- Tye Felan (2003), fue finalista en 2005

Clasificaciones de las ex Miss Teen:
- Kara Williams (1991) - 2.ª finalista en 1995, Miss Texas USA 1996
- Carissa Blair (1992) - Top 12 en 1997, 3.ª finalista en 1998, Miss Texas USA 1999
- Nicole O'Brian (2000) - No clasificó en 2002, Miss Texas USA 2003
- Magen Ellis (2004) - Top 15 en 2005, Miss Texas USA 2007

## Ganadoras
| Año  | Nombre                      | Ciudad        | Título local             | Edad1 | Clasificación en Miss USA | Premios especiales en Miss USA         | Notas                                                                                           |
| ---- | --------------------------- | ------------- | ------------------------ | ----- | ------------------------- | -------------------------------------- | ----------------------------------------------------------------------------------------------- |
| 2023 | Lluvia Alzate               | Houston       |                          | 26    |                           |                                        |                                                                                                 |
| 2022 | R'Bonney Nola Gabriel       | San Antonio   |                          | 28    | Ganadora                  |                                        | - Miss Universo 2022                                                                            |
| 2021 | Victoria Alejandra Hinojosa | McAllen       |                          | 22    |                           |                                        |                                                                                                 |
| 2020 | Taylor Leigh Kessler        | Houston       |                          | 23    |                           |                                        |                                                                                                 |
| 2019 | Alayah Nicole Benavidez     | San Antonio   |                          | 23    |                           |                                        |                                                                                                 |
| 2018 | Logan Lester                | San Antonio   |                          | 22    | Top 15                    |                                        |                                                                                                 |
| 2017 | Nancy Gonzalez              | Kemah         | Miss Kemah               | 27    |                           |                                        |                                                                                                 |
| 2016 | Daniella Rodríguez          | Laredo        | Miss Central Webb County | 21    |                           |                                        |                                                                                                 |
| 2015 | Ylianna Guerra              | Houston       | Miss Tropics of Texas    | 22    | 1.ª finalista             |                                        |                                                                                                 |
| 2014 | Lauren Guzman               | Laredo        | Miss Central Laredo      | 24    |                           |                                        |                                                                                                 |
| 2013 | Ali Nugent                  | Dallas        | Miss North Texas         | 20    | 4.ª finalista             |                                        |                                                                                                 |
| 2012 | Brittany Booker             | Houston       | Miss Houston             | 21    | Top 10                    |                                        |                                                                                                 |
| 2011 | Ana Rodriguez               | Laredo        | Miss Central Laredo      | 24    | 3.ª finalista             |                                        |                                                                                                 |
| 2010 | Kelsey Moore                | El Paso       | Miss El Paso             | 19    |                           |                                        |                                                                                                 |
| 2009 | Brooke Daniels              | Tomball       | Miss Harris County       | 22    | Top 10                    |                                        |                                                                                                 |
| 2008 | Crystle Stewart             | Missouri City | Miss Fort Bend County    | 26    | Ganadora                  |                                        | - Top 10 en Miss Universo 2008                                                                  |

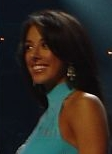
Stephanie Guerrero, Miss Texas USA 2004.

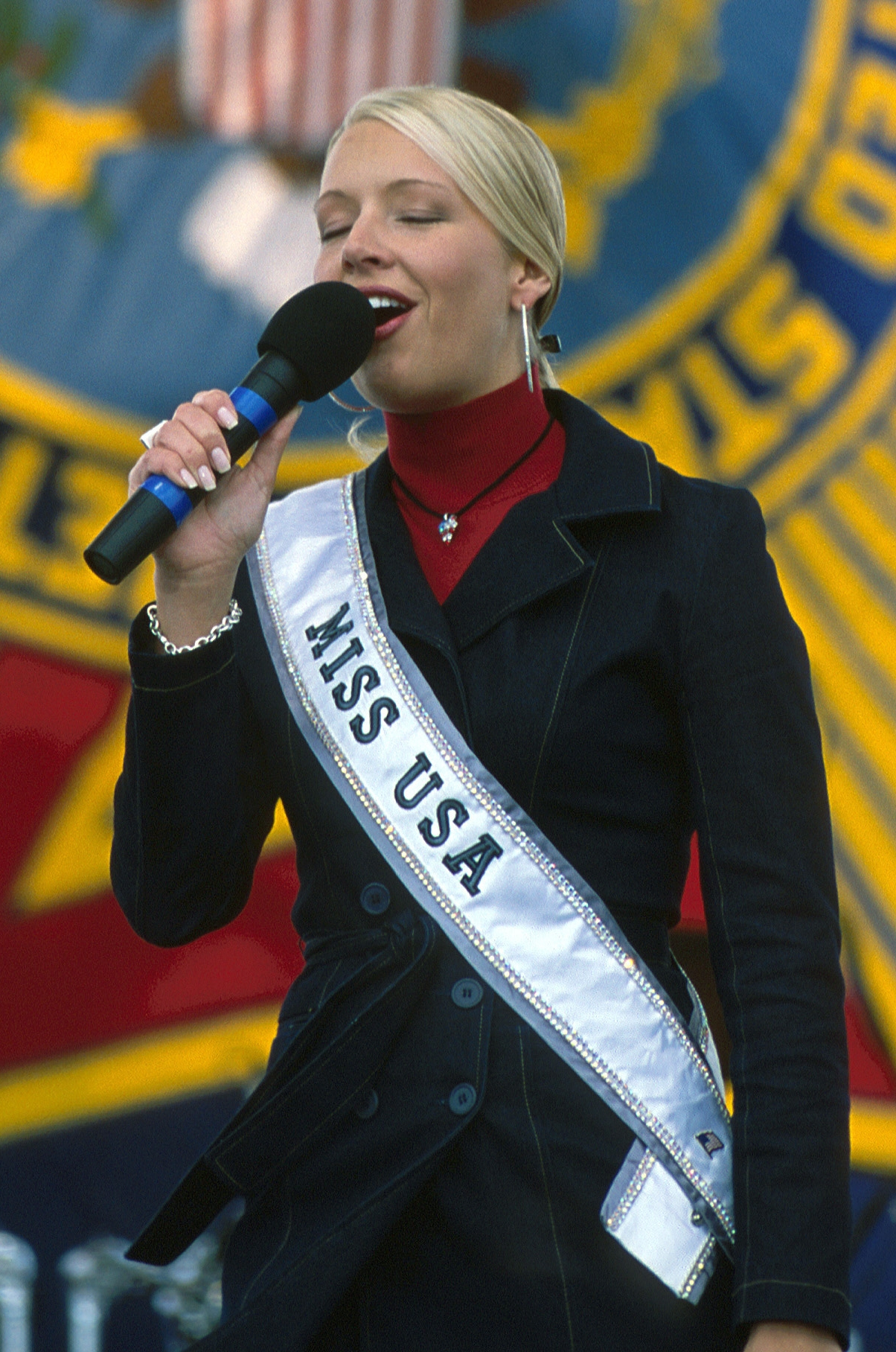
Kandace Krueger, Miss USA 2001.

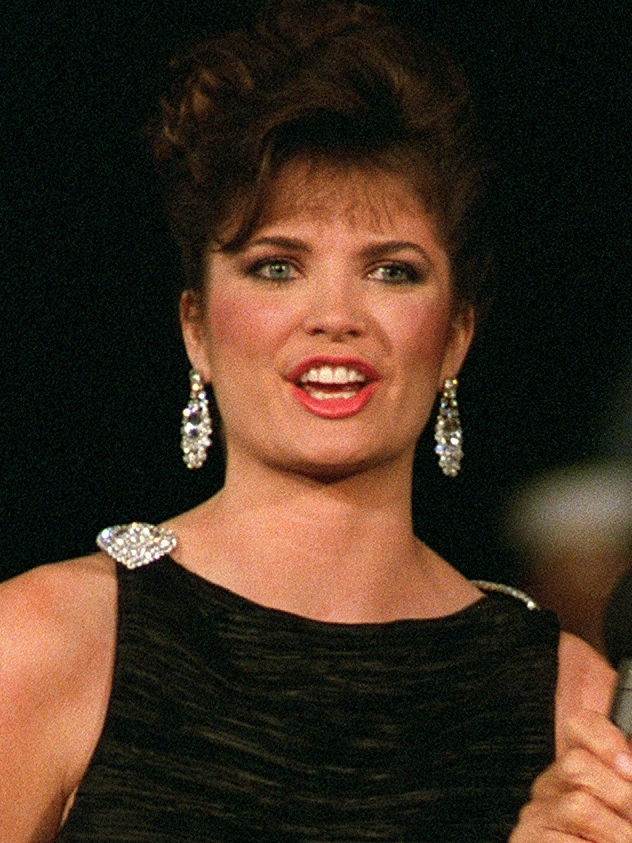
Michelle Royer, Miss Texas USA y Miss USA 1987.

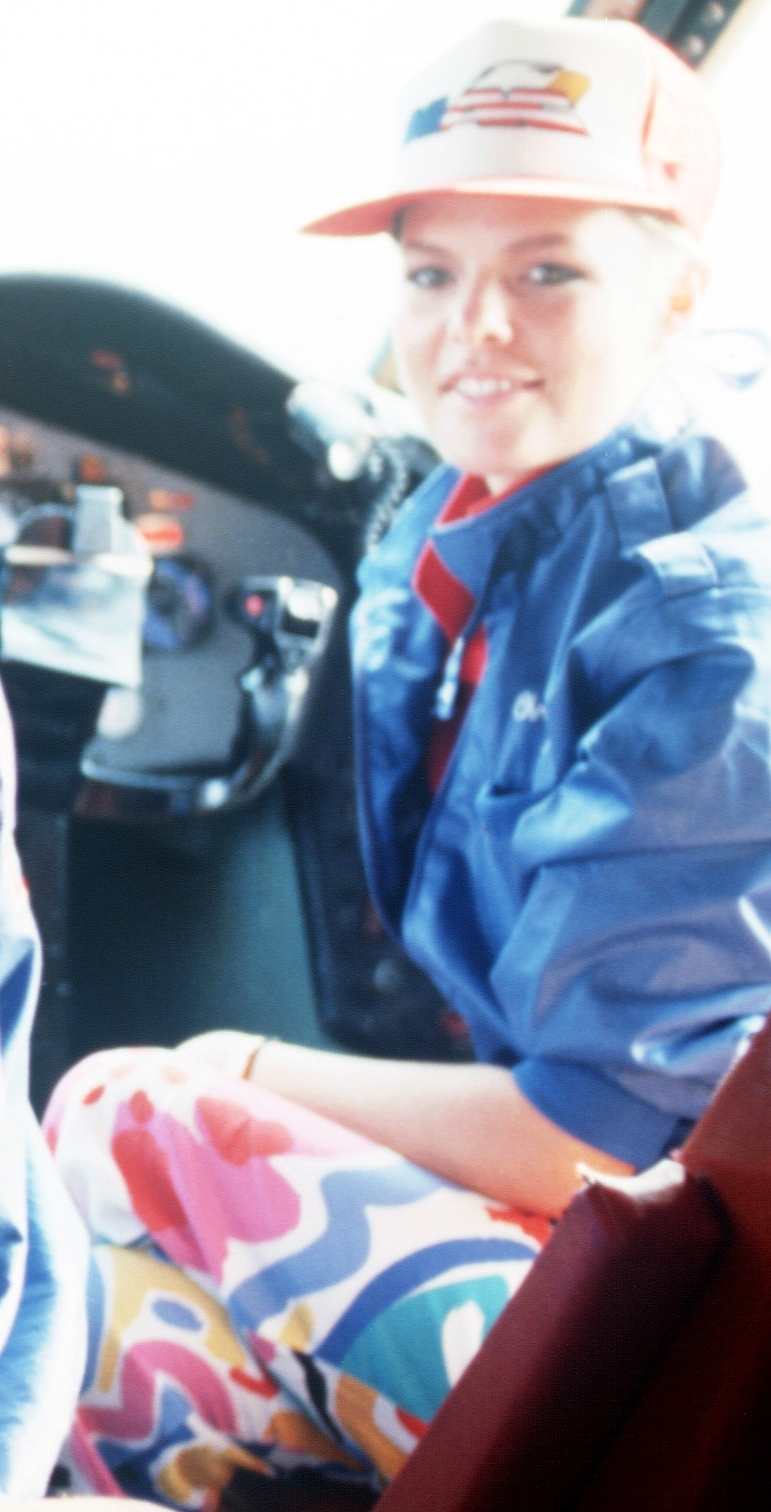
Christy Fichtner, Miss Texas USA y Miss USA 1986.

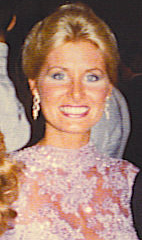
Lisa Allred, Miss Texas USA 1983.

| 2007 | Magen Ellis                 | Tyler         | Miss Houston             | 20    | Top 10                    |                                        | - Anteriormente Miss Texas Teen USA 2004 (Top 15 en Miss Teen USA 2004)                         |
| 2006 | Lauren Lanning              | Friendswood   | Miss Houston             | 22    | Top 10                    |                                        |                                                                                                 |
| 2005 | Tyler Willis                | Lubbock       | Miss Central Plains      | 25    | Top 15                    | Miss Fotogénica                        |                                                                                                 |
| 2004 | Stephanie Guerrero          | Lake Jackson  | Miss Houston             | 23    | Top 15                    |                                        |                                                                                                 |
| 2003 | Nicole O'Brian              | Friendswood   | Miss Bay Area            | 20    | 2.ª finalista             |                                        | - Anteriormente Miss Texas Teen USA 2000 (1.ª finalista & Mejor Traje de Baño en Miss Teen USA) |
| 2002 | Kasi Kelly                  | Bridgeport    | Miss DFW                 | 20    | Top 12                    |                                        |                                                                                                 |
| 2001 | Kandace Krueger             | Austin        | Miss Austin              | 24    | Ganadora                  |                                        | - 2.ª finalista en Miss Universo 2001                                                           |
| 2000 | Heather Ogilvie             | Houston       | Miss Southeast Texas     | 22    |                           |                                        |                                                                                                 |
| 1999 | Carissa Blair               | Houston       | Miss Southeast Texas     |       |                           |                                        | - Anteriormente Miss Texas Teen USA 1992                                                        |
| 1998 | Holly Mills                 | San Antonio   | Miss San Antonio         |       | Top 5                     |                                        |                                                                                                 |
| 1997 | Amanda Little               | Wylie         | Miss Metroplex           |       | Top 6                     |                                        |                                                                                                 |
| 1996 | Kara Williams               | Houston       | Miss Harris County       |       | Top 10                    |                                        | - Anteriormente Miss Texas Teen USA 1991 (Top 12 en Miss Teen USA 1991)                         |
| 1995 | Chelsi Smith                | Deer Park     | Miss Galveston County    | 21    | Ganadora                  | Miss Simpatía & Mejor en Traje de Baño | - Miss Universo 1995                                                                            |
| 1994 | Christine Friedel           | El Paso       | Miss El Paso             |       | Top 6                     |                                        |                                                                                                 |
| 1993 | Angie Sisk                  | Houston       | Miss Fort Bend County    |       | Top 12                    |                                        |                                                                                                 |
| 1992 | Katie Young                 | Fort Worth    | Miss Fort Worth          |       | Top 11                    |                                        |                                                                                                 |
| 1991 | Chris Bogard                | Tomball       | Miss North Harris County |       |                           |                                        |                                                                                                 |
| 1990 | Stephanie Kuehne            | Missouri City | Miss Houston             |       | Top 12                    |                                        | Miss Wonderland 1989                                                                            |
| 1989 | Gretchen Polhemus           | Fort Worth    | Miss Fort Worth          | 23    | Ganadora                  |                                        | 2.ª finalista en Miss Universo 1989                                                             |
| 1988 | Courtney Gibbs              | Fort Worth    | Miss Metroplex           | 21    | Ganadora                  |                                        | Top 10 en Miss Universo 1988                                                                    |
| 1987 | Michelle Royer              | Keller        | Miss Keller              | 21    | Ganadora                  |                                        | 2.ª finalista en Miss Universo 1987                                                             |
| 1986 | Christy Fichtner            | Dallas        |                          | 23    | Ganadora                  |                                        | 1.ª finalista en Miss Universo 1986                                                             |
| 1985 | Laura Martínez Herring      | El Paso       |                          | 21    | Ganadora                  |                                        | Top 10 en Miss Universo 1985                                                                    |
| 1984 | Laura Shaw                  | Burleson      |                          | 19    | Top 10                    | Miss Fotogénica                        |                                                                                                 |
| 1983 | Lisa Allred                 | Fort Worth    |                          |       | 1.ª finalista             | Miss Fotogénica                        | 6.ª finalista en Miss Mundo 1983                                                                |
| 1982 | Luann Caughey               | Abilene       |                          |       | 1.ª finalista             |                                        | 4.ª finalista en Miss Mundo 1982                                                                |
| 1981 | Diana Durnford              | El Paso       |                          | 22    | Top 12                    |                                        |                                                                                                 |
| 1980 | Barbara Buckley             | Midland       |                          | 22    | Top 12                    |                                        |                                                                                                 |
| 1979 | Anne Hinnant                | Houston       |                          |       | Top 12                    |                                        |                                                                                                 |
| 1978 | Barbara Horan               | Dallas        |                          |       | 2nd runner-up             | Mejor Traje Nacional Estatal           |                                                                                                 |
| 1977 | Kimberly Tomes              | Houston       |                          | 21    | Ganadora                  | Mejor Traje Nacional Estatal           | Top 12 en Miss Universo 1977, 1.ª finalista en Miss World USA 1974                              |
| 1976 | Candice Gray                | El Paso       |                          | 20    | Top 12                    |                                        |                                                                                                 |
| 1975 | Aundie Evers                | El Paso       |                          |       | 4.ª finalista             |                                        |                                                                                                 |
| 1974 | Debra Cronin                |               |                          |       |                           |                                        |                                                                                                 |
| 1973 | Lavon McConnell             |               |                          | 20    | Top 12                    | Mejor Traje Nacional                   |                                                                                                 |
| 1972 | Susan Peters                |               |                          |       |                           | Miss Fotogénica                        |                                                                                                 |
| 1971 | Brenda Lynn Box             |               |                          | 20    | 1.ª finalista             |                                        |                                                                                                 |
| 1970 | Diane Swendeman             |               |                          |       | Top 15                    | Miss Simpatía                          |                                                                                                 |
| 1969 | Sandy Drewes                |               |                          |       | Top 15                    |                                        |                                                                                                 |
| 1968 | Jeannie Wilson              |               |                          |       |                           |                                        |                                                                                                 |
| 1967 | Bonnie Robinson             |               |                          |       | Top 15                    |                                        |                                                                                                 |
| 1966 | Dorothy Pickens             |               |                          |       | Top 15                    |                                        |                                                                                                 |
| 1965 | Phillis Johnson             |               |                          |       | Top 15                    |                                        |                                                                                                 |
| 1964 | Diane Balloun               |               |                          |       | 1.ª finalista             |                                        |                                                                                                 |
| 1963 | Cheryl Wilburn              |               |                          |       |                           |                                        |                                                                                                 |
| 1962 | Jackie Williams             |               |                          |       | Top 15                    |                                        |                                                                                                 |
| 1961 | Sheila Wade                 |               |                          |       |                           |                                        |                                                                                                 |
| 1960 | Pat Cloud                   |               |                          |       |                           |                                        |                                                                                                 |
| 1959 | Carelgean Douglas           |               |                          |       | 1.ª finalista             |                                        |                                                                                                 |
| 1958 | Linda Daugherty             |               |                          |       | Top 15                    |                                        |                                                                                                 |
| 1957 | Gloria Hunt                 |               |                          |       | Top 15                    |                                        |                                                                                                 |
| 1956 | Jo Dodson                   |               |                          |       | 4.ª finalista             |                                        |                                                                                                 |
| 1955 | Mary Daughters              |               |                          |       | Top 15                    |                                        |                                                                                                 |
| 1954 | Betty Lee                   |               |                          |       | 3.ª finalista             |                                        |                                                                                                 |
| 1953 | Joan Bradshaw               |               |                          |       | Top 15                    |                                        |                                                                                                 |
| 1952 | Charlene McClary            |               |                          |       |                           |                                        |                                                                                                 |

1 Edad a la fecha del certamen de Miss USA